# Plagiognathus fusciloris
Plagiognathus fusciloris är en insektsart som beskrevs av Reuter 1878. Plagiognathus fusciloris ingår i släktet Plagiognathus och familjen ängsskinnbaggar. Inga underarter finns listade i Catalogue of Life.